# I figli del vento (serie televisiva)
I figli del vento  (Born to the Wind) è una serie televisiva statunitense in 4 episodi trasmessi per la prima volta nel corso di una sola stagione nel 1982. Negli Stati Uniti è conosciuta anche con il titolo di Indians.
È una serie d'avventura ambientata nel vecchio West nel 1825 che narra le vicende di un gruppo di nativi americani delle pianure prima dell'arrivo dei bianchi. Fu una serie di breve durata composta da quattro episodi. Fu trasmessa anche nel Regno Unito sulla BBC.

## Personaggi e interpreti
- Orso dipinto (Painted Bear) interpretato da Will Sampson.
- Lupo cattivo (Low Wolf) interpretato da A Martinez.
- Lost Robe interpretato da Henry Darrow.
- Stella di fuoco (Star Fire) interpretata da Rose Portillo.
- Una piuma (One Feather) interpretato da Dehl Berti.
- Toro bianco (White Bull) interpretato da Emilio Delgado.
- Donna della prateria (Prarie Woman) interpretato da Linda Redfearn.
- Due Falchi (Two Hawks) interpretato da Guillermo San Juan.
- Broken Foot interpretato da Ned Romero.
- Arrow Woman interpretato da Cynthia Avila.
- Red Stone interpretato da Sandra Griego.
- Night Eyes interpretato da Claudio Martínez.
- Cold Maker interpretato da Manu Tupou.
- Digger Woman interpretato da Silvana Gallardo.
- Grey Cloud interpretato da Nick Ramus.
- Fish Belly interpretato da James Cromwell.
- Red Leggins interpretato da Rudy Diaz.
- Wind Woman interpretato da Geraldine Keams.
- Lame Elk interpretato da Eric Greene.

## Produzione
Le musiche furono composte da Bob Summers.

### Registi
Tra i registi della serie sono accreditati:
- Charles S. Dubin
- Philip Leacock
- I.C. Rapoport

## Distribuzione
La serie fu trasmessa negli Stati Uniti dal 19 agosto 1982 al 5 settembre 1982 sulla rete televisiva NBC. In Italia è stata trasmessa con il titolo I figli del vento.

## Episodi
| Stagione       | Episodi | Prima TV USA |
| -------------- | ------- | ------------ |
| Prima stagione | 4       | 1982         |